# Famatinolithus
Famatinolithus – rodzaj stawonogów z wymarłej gromady trylobitów, z rzędu Asaphida. Żył w okresie wczesnego ordowiku.
Takson monotypowy. Rodzaj i jedyny gatunek, Famatinolithus noticus, opisane zostały w 1957 roku przez Horacia Harringtona i Armanda Leanzę na podstawie skamieniałości odnalezionej na terenie Argentyny.
Trylobit ten miał głowę o zarysie zaokrąglonego pięciokąta, z wielokątną siateczką wyniesionych żyłek na powierzchni policzków i glabelli. Glabella była gruszkowatego kształtu, rozszerzona ku tyłowi, bardzo silnie wypukła, wyposażona w parę krótkich zagłębień przedpotylicznych, oddzielona od policzków bardzo głębokimi bruzdami osiowymi. Prosta bruzda potyliczna wydzielała wąski pierścień potyliczny. Policzki były nabrzmiałe, w obrysie zaokrąglenie trójkątne, o prostej tylnej krawędzi. Kąty policzkowe przedłużone były w długie kolce, a wąskie brzegi policzków zgrubiałe w pozbawione jamek wałeczki. Tułów budowało 6 segmentów o prostych pleurach i ku tyłowi coraz węższych rachis. Prawie trójkątne pygidium miało zwężone ku tyłowi rachis ze śladowo zaznaczonym podziałem na 5 początkowych segmentów. 